# Mayran (Aveyron)
Pour les articles homonymes, voir Mayran.
Mayran est une commune française située dans le département de l'Aveyron en région Occitanie. Elle est située à vingt kilomètres de Rodez.
Le patrimoine architectural de la commune comprend un immeuble protégé au titre des monuments historiques : la grange monastique de Ruffepeyre, inscrite en 2002.

## Géographie

### Communes limitrophes
Les communes limitrophes sont  Belcastel, Clairvaux-d'Aveyron, Colombiès, Goutrens et Moyrazès.

### Hydrographie

#### Réseau hydrographique

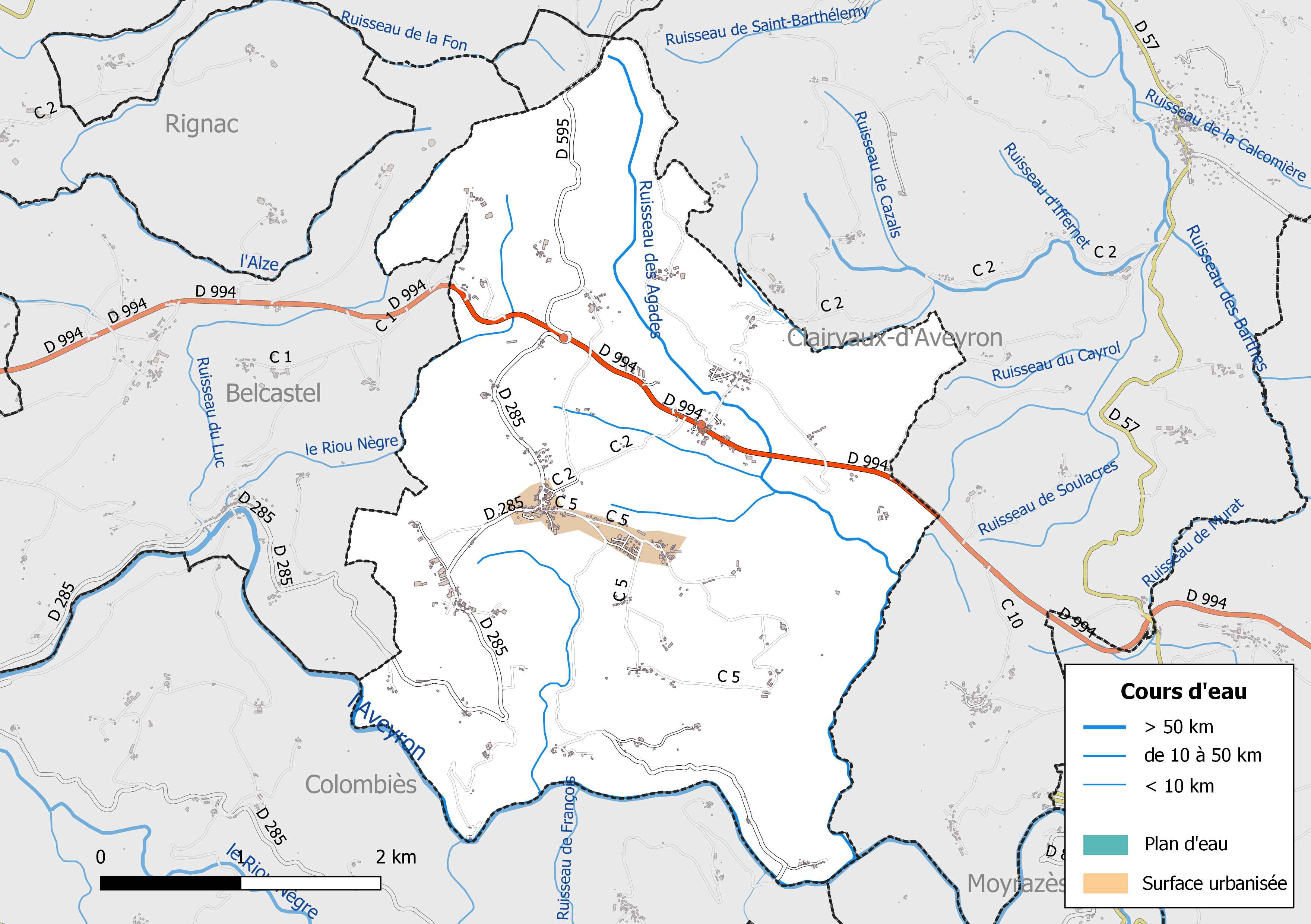
Réseaux hydrographique et routier de Mayran.

La commune est drainée par l'Aveyron, le Riou Nègre, le ruisseau de la Roque, le ruisseau du Luc et par divers petits cours d'eau.
L'Aveyron, d'une longueur totale de 290,6 km, prend sa source dans la commune de Sévérac d'Aveyron et se jette  dans le Tarn à Barry-d'Islemade, après avoir arrosé 60 communes.

#### Gestion des cours d'eau
La gestion des cours d’eau situés dans le bassin de l’Aveyron est assurée par l’établissement public d'aménagement et de gestion des eaux (EPAGE) Aveyron amont, créé le 1er janvier 2017, en remplacement du syndicat mixte du bassin versant Aveyron amont,,.

### Climat
Pour des articles plus généraux, voir Climat de l'Occitanie et Climat de l'Aveyron.
En 2010, le climat de la commune est de type climat océanique altéré, selon une étude s'appuyant sur une série de données couvrant la période 1971-2000. En 2020, Météo-France publie une typologie des climats de la France métropolitaine dans laquelle la commune est dans une zone de transition entre le climat océanique altéré et le climat de montagne et est dans la région climatique Sud-est du Massif Central, caractérisée par une pluviométrie annuelle de 1 000 à 1 500 mm, minimale en été, maximale en automne.
Pour la période 1971-2000, la température annuelle moyenne est de 10,3 °C, avec une amplitude thermique annuelle de 15,5 °C. Le cumul annuel moyen de précipitations est de 1 077 mm, avec 11,5 jours de précipitations en janvier et 6,9 jours en juillet. Pour la période 1991-2020, la température moyenne annuelle observée sur la station météorologique la plus proche, située sur la commune de Colombiès à 5 km à vol d'oiseau, est de 11,5 °C et le cumul annuel moyen de précipitations est de 989,2 mm,. Pour l'avenir, les paramètres climatiques de la commune estimés pour 2050 selon différents scénarios d'émission de gaz à effet de serre sont consultables sur un site dédié publié par Météo-France en novembre 2022.

### Milieux naturels et biodiversité
L’inventaire des zones naturelles d'intérêt écologique, faunistique et floristique (ZNIEFF) a pour objectif de réaliser une couverture des zones les plus intéressantes sur le plan écologique, essentiellement dans la perspective d’améliorer la connaissance du patrimoine naturel national et de fournir aux différents décideurs un outil d’aide à la prise en compte de l’environnement dans l’aménagement du territoire.
Le territoire communal de Mayran comprend une ZNIEFF de type 1,, 
la « Rivière Aveyron » (3 500 ha), couvrant 63 communes dont 38 dans l'Aveyron, 5 dans le Tarn et 20 dans le Tarn-et-Garonne
, et une ZNIEFF de type 2,, 
la « Vallée de l'Aveyron » (14 644 ha), qui s'étend sur 68 communes dont 41 dans l'Aveyron, 5 dans le Tarn et 22 dans le Tarn-et-Garonne.

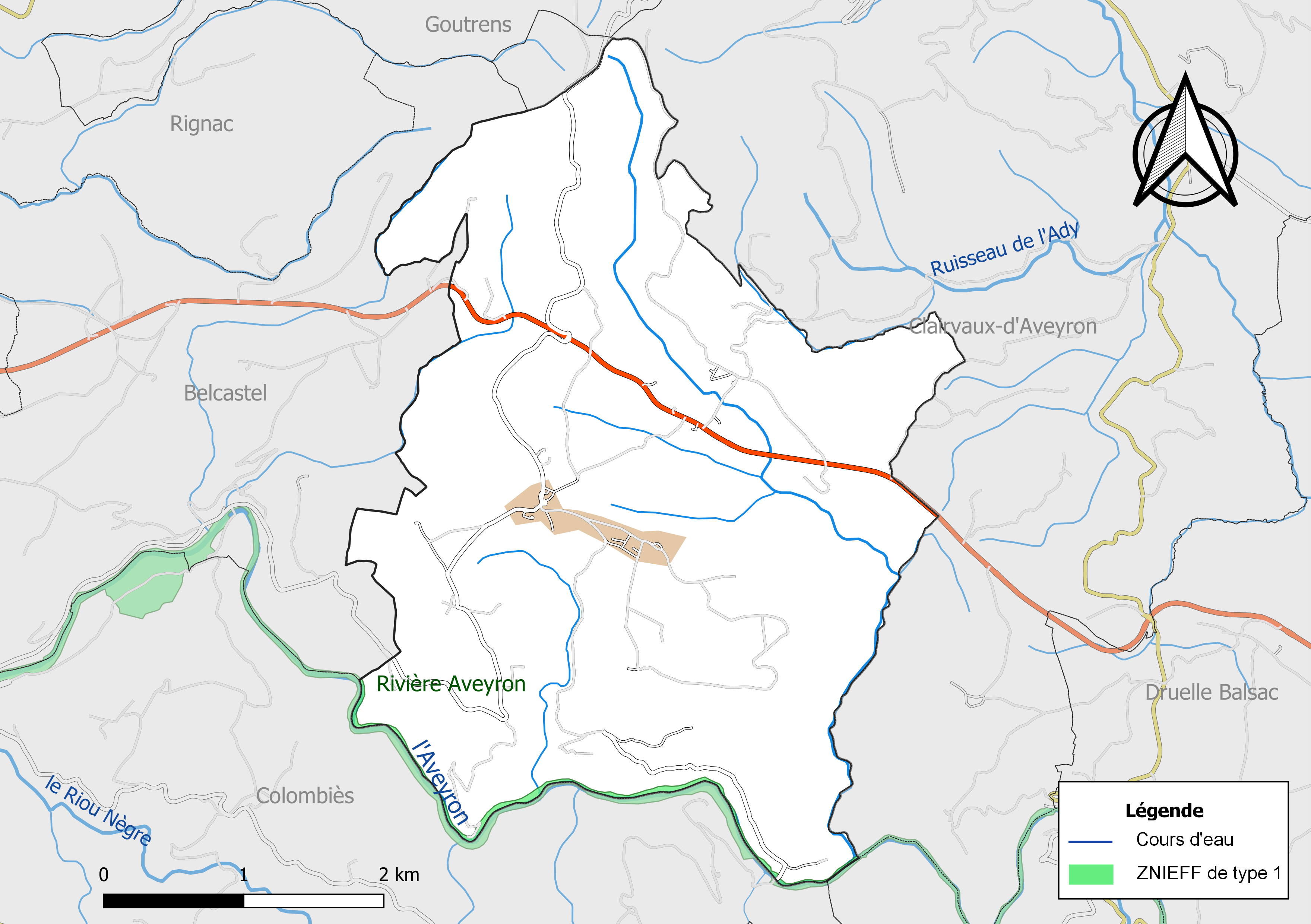
Carte de la ZNIEFF de type 1 de la commune.
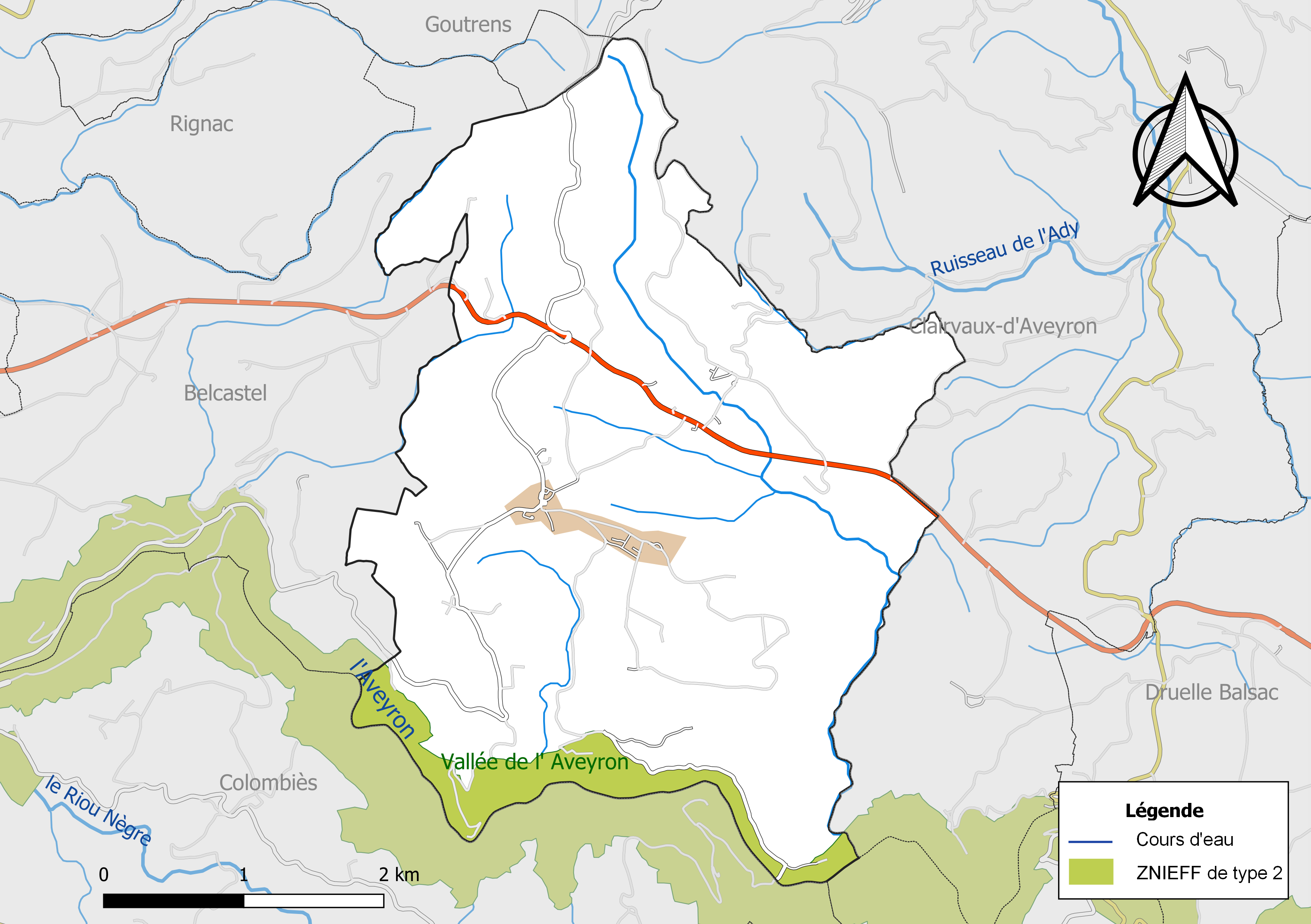
Carte de la ZNIEFF de type 2 de la commune.

## Urbanisme

### Typologie
Au 1er janvier 2024, Mayran est catégorisée commune rurale à habitat dispersé, selon la nouvelle grille communale de densité à 7 niveaux définie par l'Insee en 2022.
Elle est située hors unité urbaine. Par ailleurs la commune fait partie de l'aire d'attraction de Rodez, dont elle est une commune de la couronne,. Cette aire, qui regroupe 68 communes, est catégorisée dans les aires de 50 000 à moins de 200 000 habitants,.

### Occupation des sols

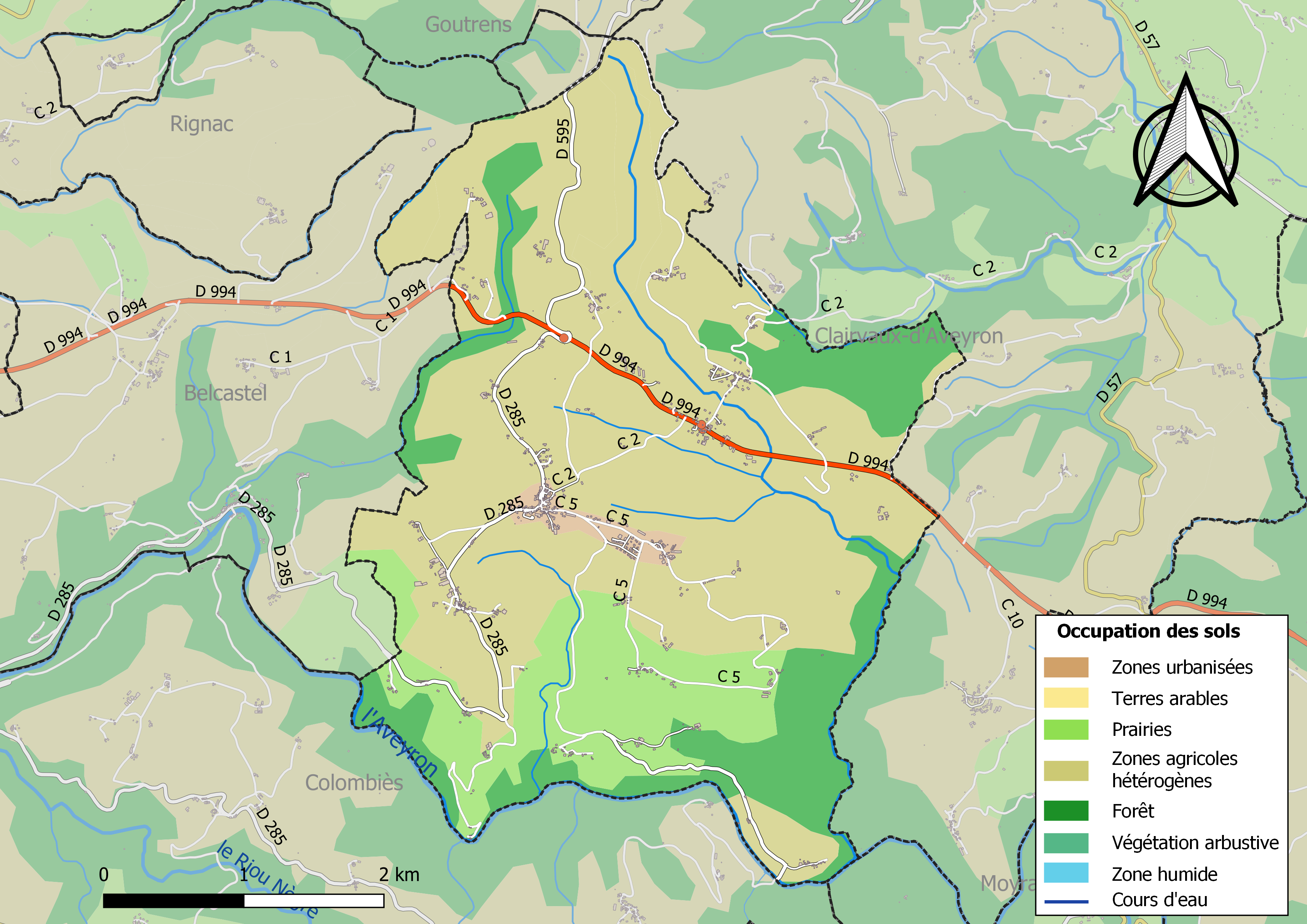
Infrastructures et occupation des sols de la commune de Mayran.

L'occupation des sols de la commune, telle qu'elle ressort de la base de données européenne d’occupation biophysique des sols Corine Land Cover (CLC), est marquée par l'importance des territoires agricoles (79,7 % en 2018), en diminution par rapport à 1990 (81,8 %). La répartition détaillée en 2018 est la suivante : 
zones agricoles hétérogènes (65,4 %), forêts (18,6 %), prairies (14,3 %), zones urbanisées (1,7 %).

### Planification
La loi SRU du 13 décembre 2000 a incité fortement les communes à se regrouper au sein d’un établissement public, pour déterminer les partis d’aménagement de l’espace au sein d’un SCoT, un document essentiel d’orientation stratégique des politiques publiques à une grande échelle. La commune est dans le territoire du SCoT du Centre Ouest Aveyron  approuvé en février 2020. La structure porteuse est le Pôle d'équilibre territorial et rural Centre Ouest Aveyron, qui associe neuf EPCI, notamment la communauté de communes du Pays Rignacois, dont la commune est membre.
La commune disposait en 2017 d'une carte communale approuvée.

### Risques majeurs
Le territoire de la commune de Mayran est vulnérable à différents aléas naturels : inondations, climatiques (hiver exceptionnel ou canicule), feux de forêts et séisme (sismicité faible).
Il est également exposé à un risque technologique, le transport de matières dangereuses, et à un risque particulier, le risque radon,.

#### Risques naturels

Zones inondables de la commune de Mayran.

Certaines parties du territoire communal sont susceptibles d’être affectées par le risque d’inondation par débordement de l'Aveyron. Un plan des surfaces submersibles (PSS), premier document cartographique réglementant l'occupation du sol en zone inondable pour les cours d'eau domaniaux, a été établi en 1964. Compte tenu du peu d’enjeux exposés à ces inondations, aucun plan de prévention du risque d’inondation n’a été prescrit. Néanmoins la loi Barnier du 2 février 1995 confère aux PSS un statut de plan de prévention des risques (PPR ), les rendant par conséquent opposables au tiers et faisant entrer le territoire de la commune dans le champ d'application de l'obligation d'information des acquéreurs locataires.
Le Plan départemental de protection des forêts contre les incendies découpe le département de l’Aveyron en sept « bassins de risque » et définit une sensibilité des communes à l’aléa feux de forêt (de faible à très forte). La commune est classée en sensibilité faible.

#### Risques technologiques
Le risque de transport de matières dangereuses sur la commune est lié à sa traversée par une route à fort trafic. Un accident se produisant sur une telle infrastructure est en effet susceptible d’avoir des effets graves au bâti ou aux personnes jusqu’à 350 m, selon la nature du matériau transporté. Des dispositions d’urbanisme peuvent être préconisées en conséquence.

#### Risque particulier
Dans plusieurs parties du territoire national, le radon, accumulé dans certains logements ou autres locaux, peut constituer une source significative d’exposition de la population aux rayonnements ionisants. Toutes les communes du département sont concernées par le risque radon à un niveau plus ou moins élevé. Selon le dossier départemental des risques majeurs du département établi en 2013, la commune de Mayran est classée à risque moyen à élevé. Un décret du 4 juin 2018 a modifié la terminologie du zonage définie dans le code de la santé publique et a été complété par un arrêté du 27 juin 2018 portant délimitation des zones à potentiel radon du territoire français. La commune est désormais en zone 3, à savoir zone à potentiel radon significatif.

## Histoire

### Les origines
L'origine de la  petite Seignerie de Mayranh daterait de l'époque de la grande prospérité  de la Seigneurie de Belcastel, vers les Xe et XIe siècles, sans pouvoir l'assurer. Les seigneurs décentralisaient leurs pouvoirs en créant des petits centres qui restaient sous leur autorité. La paroisse, puis la commune de Mayran a été toujours attachée à celle de Belcastel jusqu'à la séparation du 1er janvier 1909 pour former une commune indépendante. Elle s'agrandit en 1949  avec la section du Buenne, jusqu'alors commune de Clairvaux.

### Création de la commune
La commune de Belcastel était composée de  deux sections Belcastel (chef lieu) et Mayran. Dès 1897, Monsieur le Maire de Belcastel a interpellé Monsieur le Préfet de l'Aveyron sur les profondes divisions qui régnaient entre les conseillers municipaux de la section de Belcastel et la section de Mayran. Aux termes des délibérations du 14 novembre 1904 et du 1er mars 1905, le conseil municipal, à la majorité a émis le vœu d'adjoindre le nom Mayran à Belcastel et de donner à  la commune le nom de Mayran-Belcastel. À la suite d'un avis défavorable de la Préfecture, cette décision a été ajournée par le Conseil Général.
La séparation de la commune de Belcastel en deux communes distinctes a été demandée officiellement par les habitants de la section de Belcastel par courrier du 3 avril 1905 adressé à la Préfecture de l'Aveyron. Il ressort de l'enquête publique du 21 mai 1905 que « le seul moyen de mettre fin à la désunion qui existe entre les deux sections de Belcastel et Mayran est d'en faire deux communes distinctes ». Suivant l’arrêté du 21 juin 1905, Monsieur Le Préfet ordonne la création d'une commission syndicale pour représenter les intérêts des habitants de la section de Belcastel. Les habitants du hameau de Saint Laurent ont fait savoir le 29 juillet 1905 qu'ils souhaitaient être rattachés à la commune de Belcastel. Le Conseil d'Arrondissement a donné un avis défavorable le 31 juillet 1905 à la division de la Commune en deux municipalités distinctes.
Au terme d'une délibération du 15 février 1907, le Conseil Municipal renouvelle son vœu que le nom de la Commune soit transformé en Mayran-Belcastel sans changement ni transfert du chef lieu de la Commune. A la relance effectuée par Monsieur le Député Gaffiez le 23 mars 1907, Monsieur le Préfet a répondu « que le projet de division de la commune de Belcastel en deux municipalités distinctes a été abandonné par le Conseil Municipal ». Par courrier du 24 mars 1908, les conseillers municipaux de la section de Belcastel demandent ardemment à Monsieur le Prefet de l'Aveyron une réponse favorable à la demande de séparation des deux sections. La Chambre des Députes a adopté, lors de la séance du 26 octobre 1908, le projet de loi tendant à distraire la section de Mayran de la commune de Belcastel. Le Sénat a adopté par la suite ce projet. La Loi distrayant la section de Mayran de la commune de Belcastel pour l'ériger en municipalité distincte a été promulguée par Monsieur le Président de la République, Georges Clemenceau, le 23 décembre 1908.

### Adjonction de la section du Buenne
La première demande de rattachement par les habitants de la section de Ruffepeyre a été adressée à Monsieur Préfet en janvier 1853. Déjà les habitants de cette section faisaient valoir leur éloignement du chef lieu de la commune « alors qu'ils ne sont qu'à quelques pas de celle de Mayran, leur paroisse dans la Mairie de Belcastel ». Le conseil municipal de Clairvaux estime la demande des habitants de Ruffepeyre infondée et refuse la modification. En 1927, le Conseil de Mayran juge nécessaire de distraire, de la commune de Clairvaux, la section du Buenne au motif que la demande est faite par tous les habitants et que cette section se trouve  maximum à 3 km du chef lieu de la commune de Mayran alors qu'elle se trouve entre 10 et 12 km de celui de la commune de Clairvaux. En 1928 le Conseil de Clairvaux vote contre le démembrement de la commune.
Un premier projet de rattachement a été adressé à Monsieur le Ministre de l'Intérieur en 1930 qui fait l'objet d'un projet de Loi adopté par la Chambre des Députés en janvier 1932. Une nouvelle pétition est déposée par les habitants de la section du Buenne en 1941. Cette pétition est soutenue par la municipalité de Mayran et reconnue juste par les conseillers municipaux de Clairvaux. Le Préfet est relancé sur ce dossier en 1946. À sa demande, le Ministère de l'Intérieur répond « J'ai l'honneur de vous faire connaître que ce dossier a été détruit lors de l'occupation des locaux de cette administration par l'ennemi » et demande qu'une nouvelle demande soit déposée.
Il ressort de l'enquête publique de 1947 qu’il est incontestable que les habitants de la section du Buenne auraient plus de facilités à être rattachés à Mayran. Le Maire de Clairvaux donne un avis défavorable au rattachement. La commission syndicale insiste pour ce rattachement. La commission des Intérêts Généraux se prononce pour, à l'unanimité. Le décret du 6 décembre 1948 rattache finalement la section du Buenne à la Commune de Mayran.

## Politique et administration

### Découpage territorial
La commune de Mayran est membre de la communauté de communes du Pays Rignacois, un établissement public de coopération intercommunale (EPCI) à fiscalité propre créé le 29 décembre 1995 dont le siège est à Rignac. Ce dernier est par ailleurs membre d'autres groupements intercommunaux.
Sur le plan administratif, elle est rattachée à l'arrondissement de Villefranche-de-Rouergue, au département de l'Aveyron et à la région Occitanie. Sur le plan électoral, elle dépend du  canton d'Enne et Alzou pour l'élection des conseillers départementaux, depuis le redécoupage cantonal de 2014 entré en vigueur en 2015, et de la deuxième circonscription de l'Aveyron  pour les élections législatives, depuis le dernier découpage électoral de 2010.

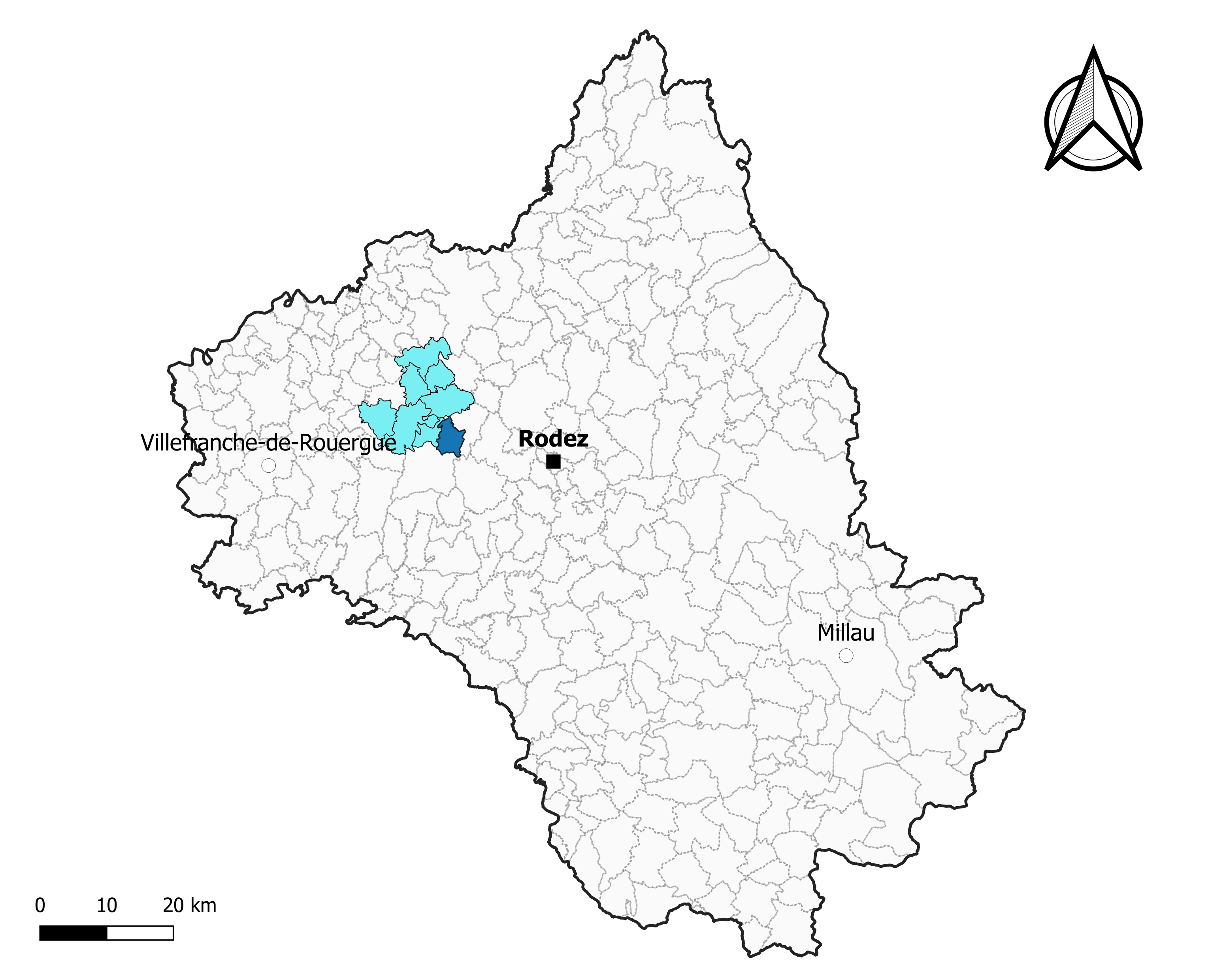
Mayran dans l'intercommunalité en 2020.
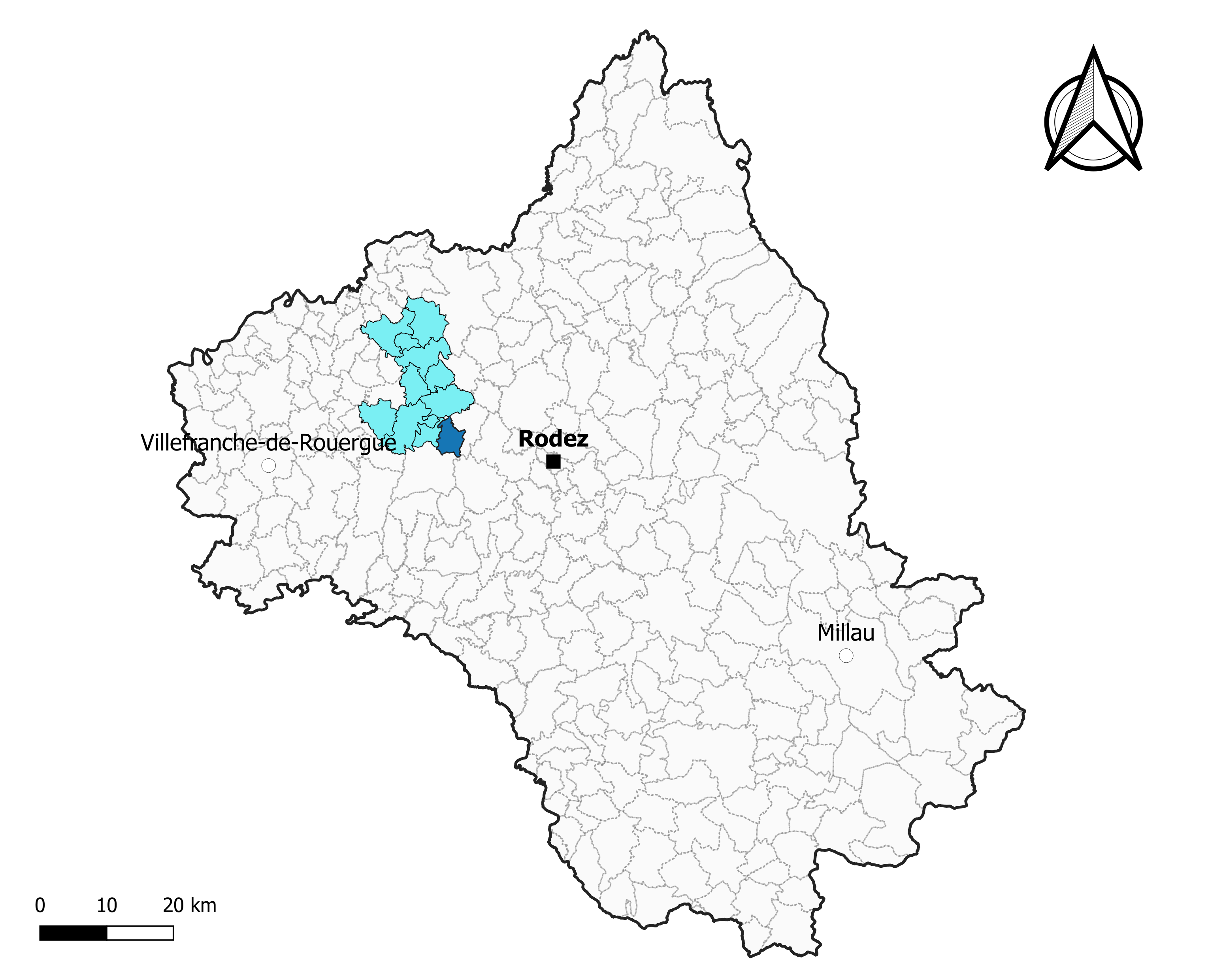
Mayran dans le canton d'Enne et Alzou en 2020.
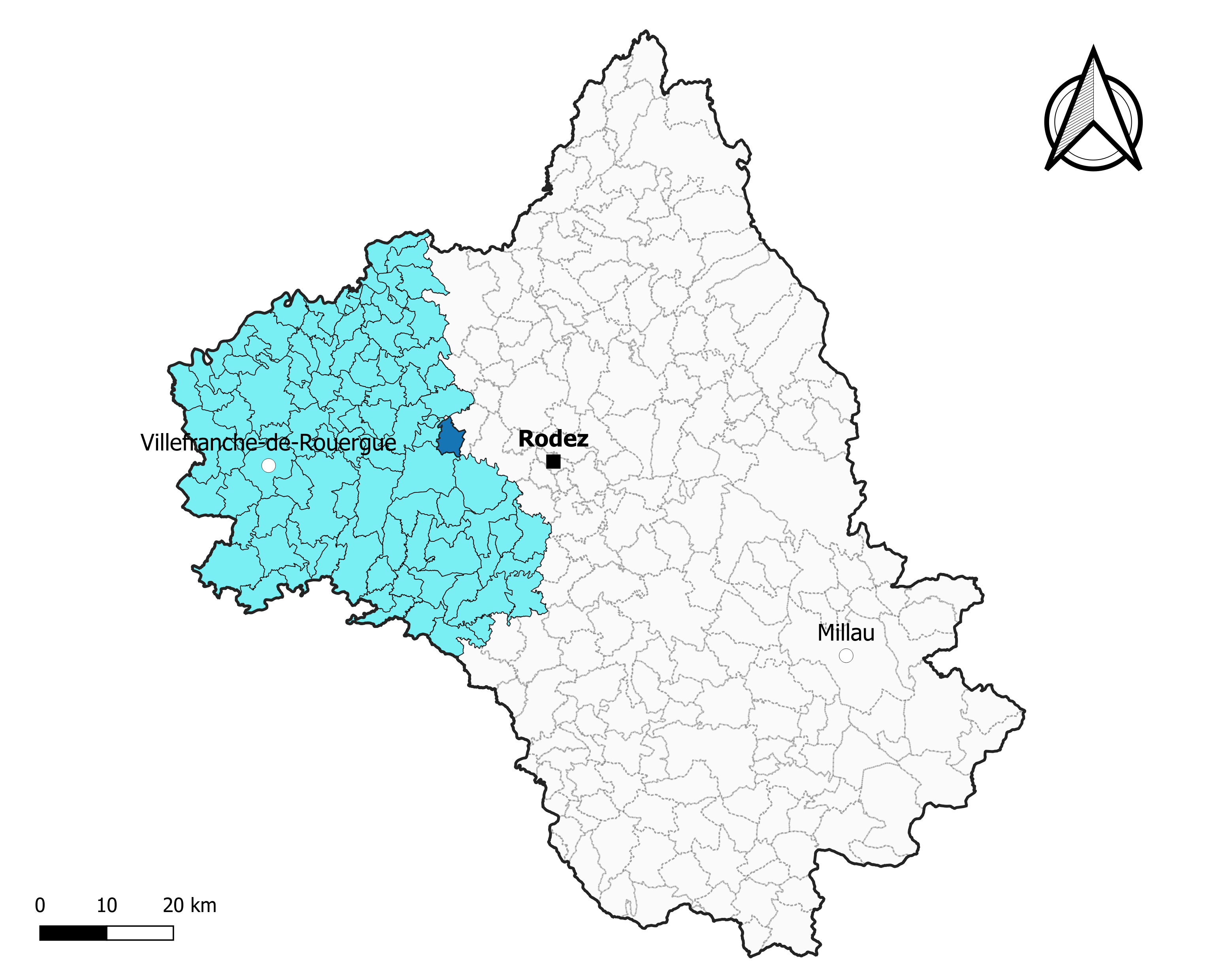
Mayran dans l'arrondissement de Villefranche-de-Rouergue en 2020.

### Élections municipales et communautaires

#### Élections de 2020
Le conseil municipal de Mayran, commune de moins de 1 000 habitants, est élu au scrutin majoritaire plurinominal à deux tours avec candidatures isolées ou groupées et possibilité de panachage. Compte tenu de la population communale, le nombre de sièges à pourvoir lors des élections municipales de 2020 est de 15. La totalité des quinze candidats en lice est élue dès le premier tour, le 15 mars 2020, avec un taux de participation de 62,12 %.
Yves Mazars, maire sortant, est réélu pour un nouveau mandat le 26 mai 2020.
Dans les communes de moins de 1 000 habitants, les conseillers communautaires sont désignés parmi les conseillers municipaux élus en suivant l’ordre du tableau (maire, adjoints puis conseillers municipaux) et dans la limite du nombre de sièges attribués à la commune au sein du conseil communautaire. Trois sièges sont attribués à la commune au sein de la communauté de communes du Pays Rignacois.

#### Liste des maires
| Période                                  | Période   | Identité      | Étiquette | Qualité                       |
| ---------------------------------------- | --------- | ------------- | --------- | ----------------------------- |
| avant 1995                               | 1995      | André Deltort | DVD       |                               |
| juin 1995                                | mars 2008 | Claude Mouly  |           |                               |
| mars 2008                                | En cours  | Yves Mazars,  |           | Ancien agriculteur exploitant |
| Les données manquantes sont à compléter. |           |               |           |                               |

## Population et société

### Démographie
L'évolution du nombre d'habitants est connue à travers les recensements de la population effectués dans la commune depuis 1911. Pour les communes de moins de 10 000 habitants, une enquête de recensement portant sur toute la population est réalisée tous les cinq ans, les populations de référence des années intermédiaires étant quant à elles estimées par interpolation ou extrapolation. Pour la commune, le premier recensement exhaustif entrant dans le cadre du nouveau dispositif a été réalisé en 2006.

En 2022, la commune comptait 614 habitants, en évolution de −3,15 % par rapport à 2016 (Aveyron : +0,37 %, France hors Mayotte : +2,11 %).
| 1911 | 1921 | 1926 | 1931 | 1936 | 1946 | 1954 | 1962 | 1968 |
| ---- | ---- | ---- | ---- | ---- | ---- | ---- | ---- | ---- |
| 557  | 525  | 493  | 497  | 500  | 451  | 582  | 593  | 565  |

| 1975 | 1982 | 1990 | 1999 | 2006 | 2011 | 2016 | 2021 | 2022 |
| ---- | ---- | ---- | ---- | ---- | ---- | ---- | ---- | ---- |
| 520  | 492  | 472  | 454  | 499  | 605  | 634  | 622  | 614  |

### Manifestations culturelles et festivités
14 et 15 août : Fête du village organisée par le Comité des Fêtes de Mayran.

## Économie

### Revenus
En 2018  (données Insee publiées en septembre 2021), la commune compte 250 ménages fiscaux, regroupant 632 personnes. La médiane du revenu disponible par unité de consommation est de 22 300 € (20 640 € dans le département).

### Emploi
| Division       | 2008  | 2013  | 2018  |
| -------------- | ----- | ----- | ----- |
| Commune        | 1,8 % | 2,9 % | 2 %   |
| Département    | 5,4 % | 7,1 % | 7,1 % |
| France entière | 8,3 % | 10 %  | 10 %  |

En 2018, la population âgée de 15 à 64 ans s'élève à 359 personnes, parmi lesquelles on compte 84,5 % d'actifs (82,5 % ayant un emploi et 2 % de chômeurs) et 15,5 % d'inactifs,. Depuis 2008, le taux de chômage communal (au sens du recensement) des 15-64 ans est inférieur à celui de la France et du département.
La commune fait partie de la couronne de l'aire d'attraction de Rodez, du fait qu'au moins 15 % des actifs travaillent dans le pôle,. Elle compte 128 emplois en 2018, contre 106 en 2013 et 90 en 2008. Le nombre d'actifs ayant un emploi résidant dans la commune est de 301, soit un indicateur de concentration d'emploi de 42,5 % et un taux d'activité parmi les 15 ans ou plus de 64,2 %.
Sur ces 301 actifs de 15 ans ou plus ayant un emploi, 84 travaillent dans la commune, soit 28 % des habitants. Pour se rendre au travail, 83 % des habitants utilisent un véhicule personnel ou de fonction à quatre roues, 0,4 % les transports en commun, 7,8 % s'y rendent en deux-roues, à vélo ou à pied et 8,9 % n'ont pas besoin de transport (travail au domicile).

### Activités hors agriculture
39 établissements sont implantés  à Mayran au 31 décembre 2019. Le tableau ci-dessous en détaille le nombre par secteur d'activité et compare les ratios avec ceux du département,.
| Secteur d'activité                                                                                        | Commune | Commune | Département |
| Secteur d'activité                                                                                        | Nombre  | %       | %           |
| --- | ------- | ------- | ----------- |
| Ensemble                                                                                                  | 39      |         |             |
| Industrie manufacturière, industries extractives et autres                                                | 8       | 20,5 %  | (17,7 %)    |
| Construction                                                                                              | 9       | 23,1 %  | (13 %)      |
| Commerce de gros et de détail, transports, hébergement et restauration                                    | 6       | 15,4 %  | (27,5 %)    |
| Information et communication                                                                              | 3       | 7,7 %   | (1,5 %)     |
| Activités immobilières                                                                                    | 4       | 10,3 %  | (4,2 %)     |
| Activités spécialisées, scientifiques et techniques et activités de services administratifs et de soutien | 4       | 10,3 %  | (12,4 %)    |
| Administration publique, enseignement, santé humaine et action sociale                                    | 2       | 5,1 %   | (12,7 %)    |
| Autres activités de services                                                                              | 3       | 7,7 %   | (7,8 %)     |

Le secteur de la construction est prépondérant sur la commune puisqu'il représente 23,1 % du nombre total d'établissements de la commune (9 sur les 39 entreprises implantées  à Mayran), contre 13 % au niveau départemental.

### Agriculture
La commune est dans le Segala, une petite région agricole occupant l'ouest du département de l'Aveyron. En 2020, l'orientation technico-économique de l'agriculture  sur la commune est la combinaisons de granivores (porcins, volailles).
|               | 1988  | 2000  | 2010  | 2020  |
| ------------- | ----- | ----- | ----- | ----- |
| Exploitations | 75    | 50    | 43    | 34    |
| SAU (ha)      | 1 235 | 1 229 | 1 191 | 1 227 |

Le nombre d'exploitations agricoles en activité et ayant leur siège dans la commune est passé de 75 lors du recensement agricole de 1988  à 50 en 2000 puis à 43 en 2010 et enfin à 34 en 2020, soit une baisse de 55 % en 32 ans. Le même mouvement est observé à l'échelle du département qui a perdu pendant cette période 51 % de ses exploitations,. La surface agricole utilisée sur la commune a également diminué, passant de 1 235 ha en 1988 à 1 227 ha en 2020. Parallèlement la surface agricole utilisée moyenne par exploitation a augmenté, passant de 16 à 36 ha.

## Culture locale et patrimoine

### Lieux et monuments
- Église Saint-Fabien-et-Saint-Sébastien de Mayran.
- Chapelle Notre-Dame du Soulié.

### Grange de Ruffepeyre
Inscrit MH (2002)
La grange monastique de Ruffepeyre date de la fin du XIIIe siècle. C’est une ancienne dépendance de l'abbaye cistercienne de Bonnecombe, fondée en 1167.

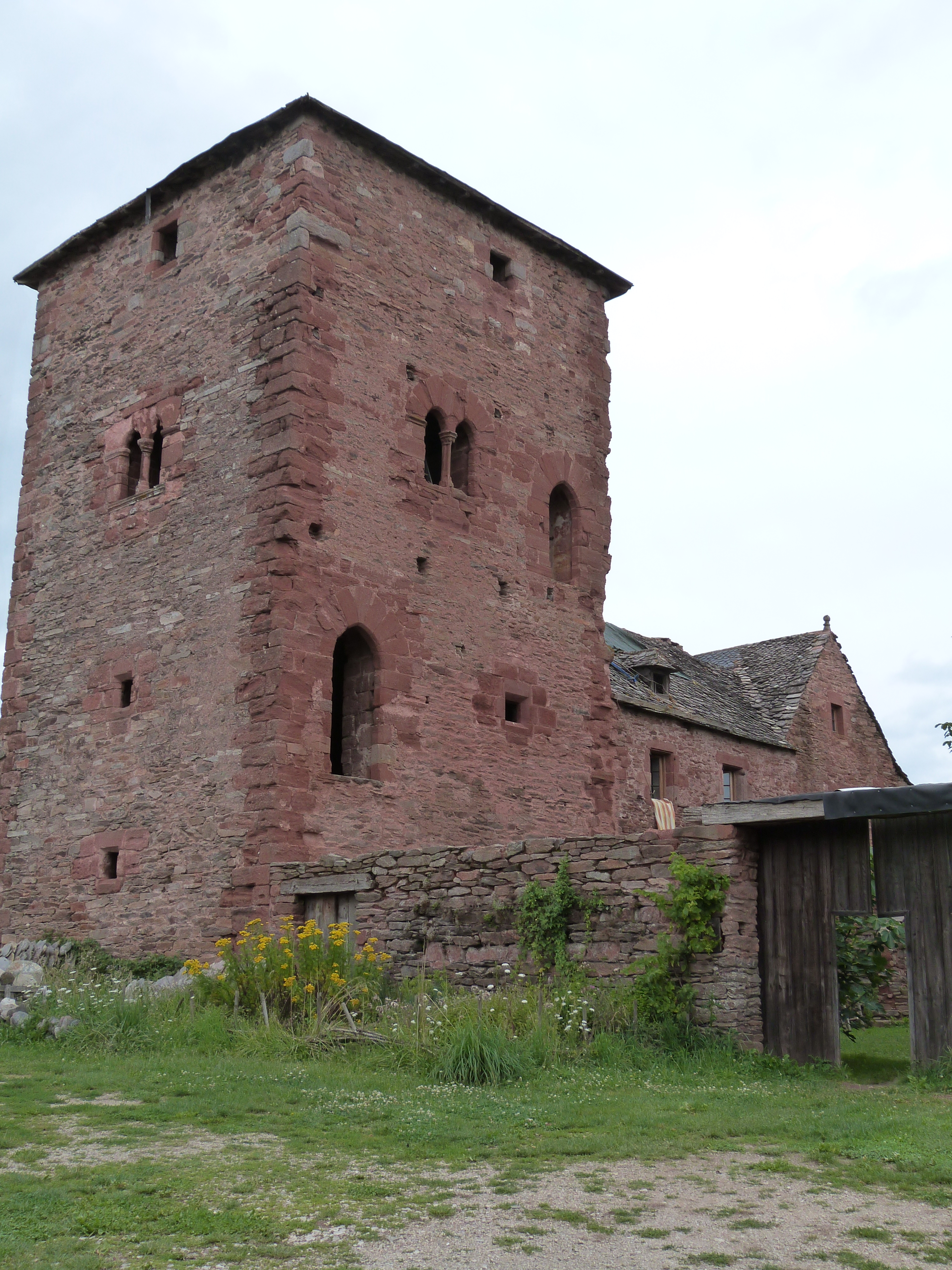
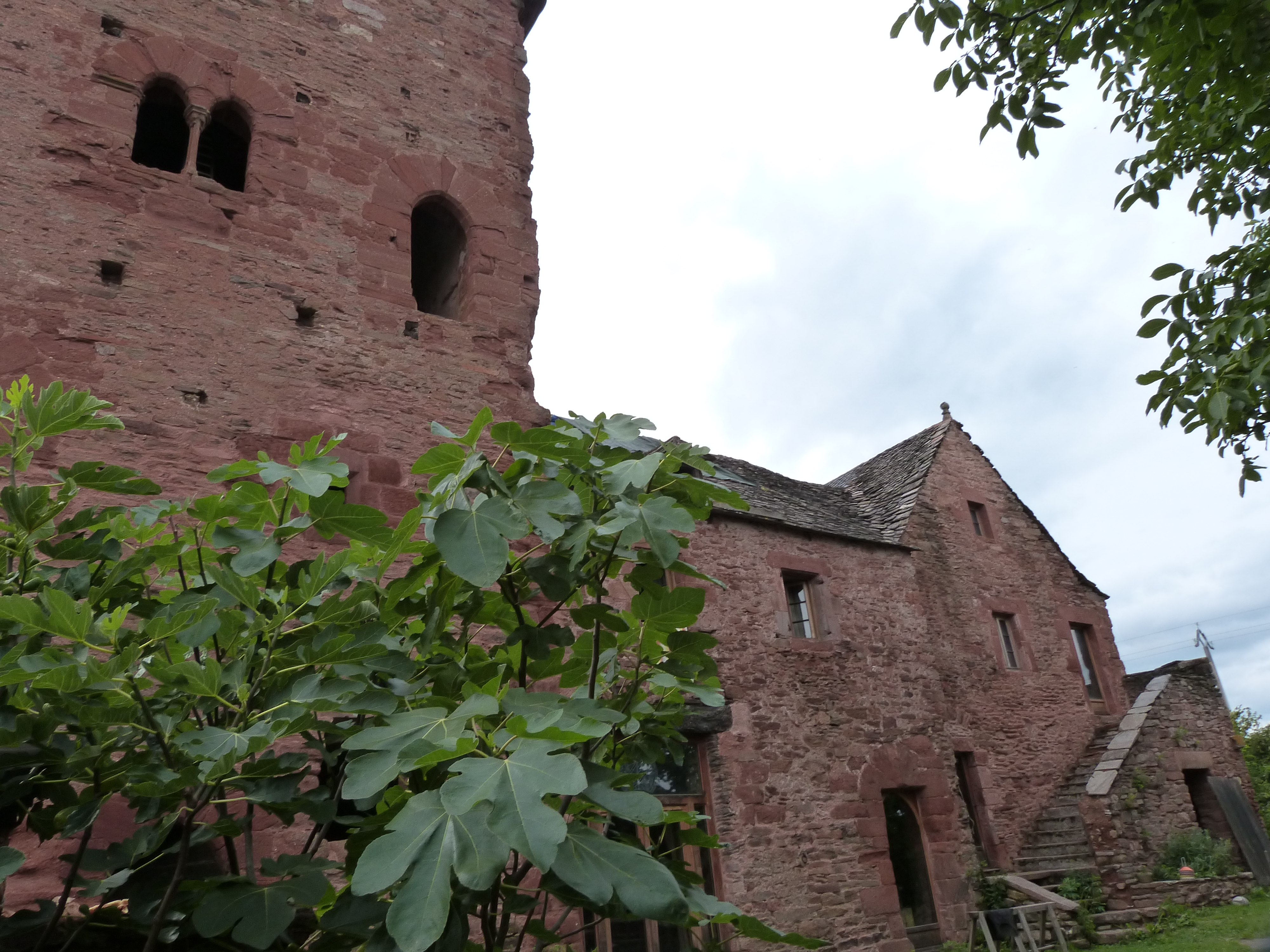
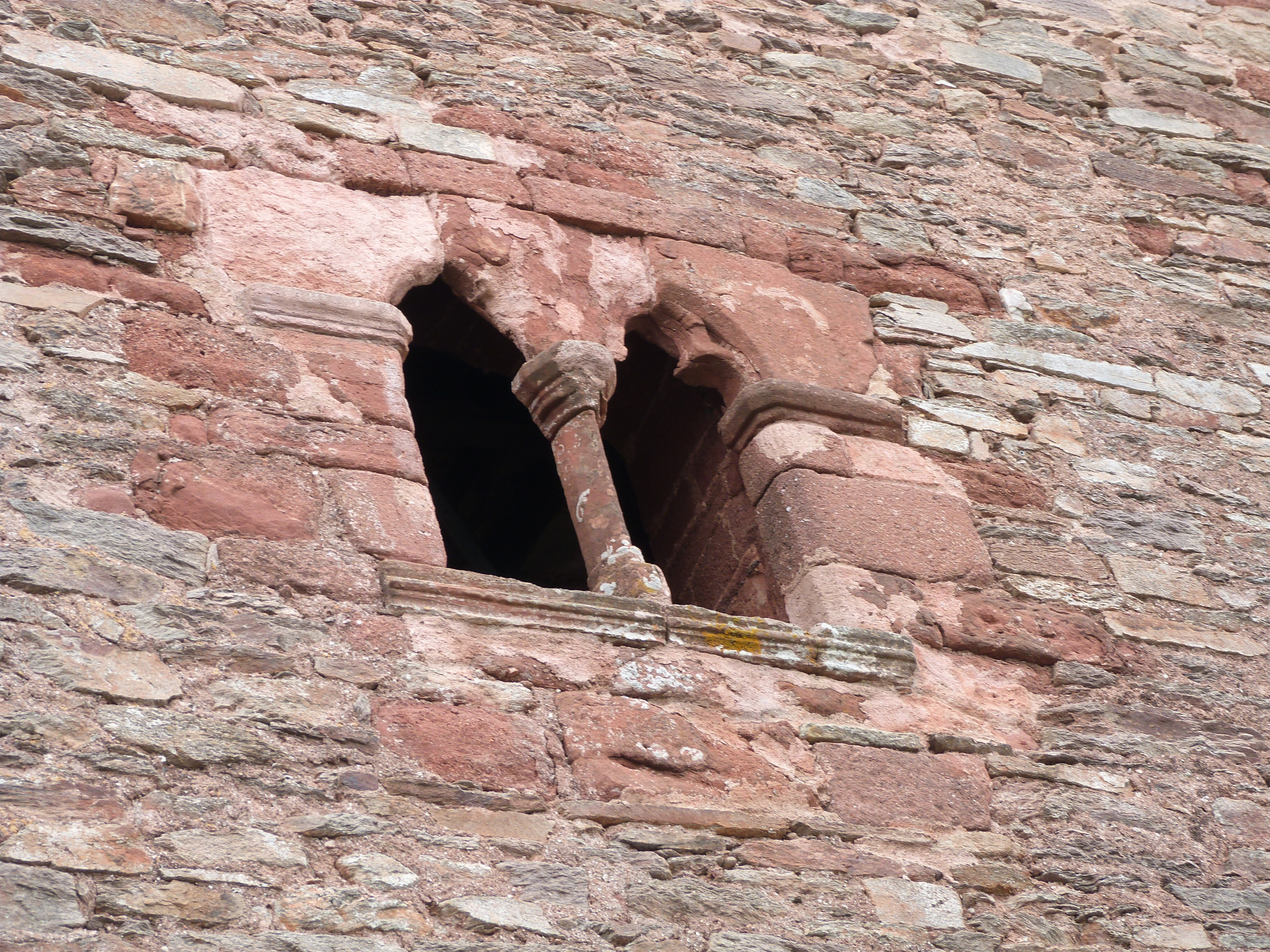
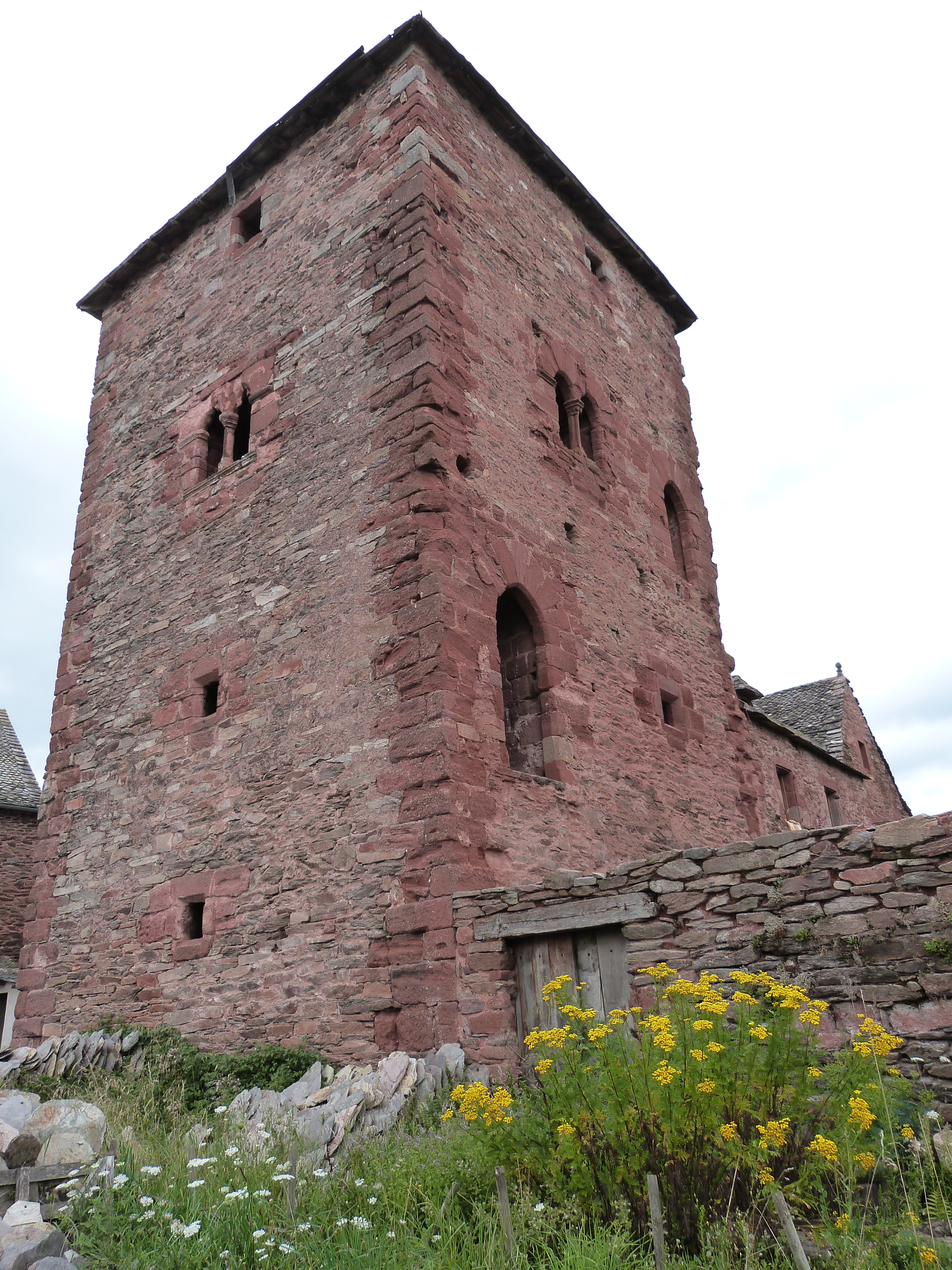